# فریتز هوننبرگر
فریتز هوننبرگر (آلمانی: Fritz Hünenberger; ۱۴ مارس ۱۸۹۷ – ۳۰ اوت ۱۹۷۶) وزنه‌بردار اهل سوئیس بود.